# Неца Фалк
Марјетка Неца Фалк (Марибор, 19. јун 1950) је словеначка поп певачица. 

## Биографија
Започела је своју музичку каријеру на омладинском фестивалу у Тиволију 1969. 
Први албум Danes (ср.: Данас), објављује 1977. Позната је по својим шансонама и дечијим песмама о мачкама које је написао Кајетан Кович. 
Сарађивала је с Алфијем Нипичем, Бојаном Адамичем, Андрејом Шифрером, Томажом Домицељом, Атомским склоништем и другима.

## Хитови
- Prva ljubezen (Vesela jesen, 1972.)
- Kako sva si različna (duet s Alfijem Nipičem)
- Dobro jutro, dober dan
- Banane
- Vsi ljudje hitijo
- Dravski most (Banks of the Ohio)
- Maček Muri
- Muca Maca

## Албуми
- Danes (Helidon 1977.)
- Vsi Ijudje hitijo (RTVLJ 1978. касета)
- Zlata ladja (1978)
- Najjači ostaju (RTLJ 1980.)
- Nervozna (RTLJ 1981.)
- Maček Muri in Muca Maca (1984.)
- Maček Muri in Muca Maca (Mačji disk 1992. kazeta i video kazeta) (поновно издање)
- Neca Falk (Mačji disk 1993.) (поновно издање)
- Dravski most (Mačji disk 1994.) (поновно издање)
- Zlata ladja (Mačji disk 1994.) (поновно издање)
- Portreti (Mačji disk 1996.) (највећи хитови)

## Фестивали
Весела јесен:
- Та вражји телефон, '70
- Ми смо ми, '71
- Живјела је Еn Coprjak, '72
- Пискровез Марко, '73

Словенска попевка:
- Прва љубезен, '72
- Всак је своје несрече ковач, '73
- Звездице за сречо, '74
- Он је рекел сонце, '75

Фестивал ЈНА: - 
- Пилотом в поздрав, '72
- Бела лађа, '77

Опатија:
- Данес, '75
- Лучи из Предместја (Вече слободних форми - шансоне), '80

Загреб:
- Ромео и Јулија (Вече слободних форми), '78

Мелодије мора и сунца, Пиран.
- Плаво морје је мој дом, '78

Љубљана:
- Љубимец мој, '79
- Сторила бом то (са групом Предместје), '80

International Song Festival Sopot, Пољска:
- Најјачи остају, '80, седамнаесто место